# تپه و گورستان عزیزآباد
تپه و قبرستان عزیزآباد مربوط به اواخر دوره ساسانیان - دوران‌های تاریخی پس از اسلام است و در شهرستان هرسین، بخش بیستون، روستای عزیزآباد واقع شده و این اثر در تاریخ ۴ خرداد ۱۳۸۴ با شمارهٔ ثبت ۱۱۷۸۴ به‌عنوان یکی از آثار ملی ایران به ثبت رسیده است.